# Neon Future III
Neon Future III è il quinto album in studio del DJ statunitense Steve Aoki, pubblicato il 9 novembre 2018 dalla Ultra Music e dalla Dim Mak Records.

## Descrizione
Originariamente previsto per settembre, si tratta del terzo ed ultimo capitolo della serie Neon Future iniziata quattro anni prima con Neon Future I e presenta collaborazioni con svariati artisti, tra cui Blink-182, i BTS, Nicky Romero e Mike Posner.
Tra i diciassette brani contenuti nell'album sono presenti anche alcuni singoli diffusi nel 2016 e il 2017, come What We Started, Just Hold On e All Night.

## Tracce
1. Neon Future III (Intro) – 4:16
2. Just Hold On (Steve Aoki & Louis Tomlinson) – 3:18
3. Waste It on Me (feat. BTS) – 3:12
4. Be Somebody (Steve Aoki & Nicky Romero feat. Kiiara) – 3:18
5. Pretender (feat. Lil Yachty e AJR) – 3:08
6. A Lover and a Memory (feat. Mike Posner) – 3:28
7. Why Are We So Broken (feat. Blink-182) – 3:48
8. Golden Days (feat. Jim Adkins) – 3:23
9. Our Love Glows (feat. Lady Antebellum) – 2:53
10. Anything More (feat. Era Istrefi) – 2:59
11. All Night (Steve Aoki & Lauren Jauregui) – 3:25
12. Do Not Disturb (feat. Bella Thorne) – 2:43
13. Lie to Me (feat. Ina Wroldsen) – 2:59
14. Azukita (Steve Aoki, Daddy Yankee, Play-N-Skillz & Elvis Crespo) – 3:46
15. Hoovela (Steve Aoki & TWIIG) – 3:27
16. What We Started (Steve Aoki & Don Diablo x Lush & Simon feat. BullySongs) – 3:23
17. Noble Gas (feat. Bill Nye) – 3:39

Tracce bonus nell'edizione giapponese
1. Lie to Me (feat. Ina Wroldsen) (Nicky Romero Remix) – 3:30
2. Be Somebody (Steve Aoki & Nicky Romero feat. Kiiara) (Tyron Hapi Remix) – 2:46

## Classifiche
| Classifica (2018)              | Posizione massima |
| ------------------------------ | ----------------- |
| Canada                         | 69                |
| Stati Uniti                    | 153               |
| Stati Uniti (dance/electronic) | 1                 |